# Aurelius Faustus
Aurelius Faustus (sein Praenomen ist nicht bekannt) war ein im 3. Jahrhundert n. Chr. lebender Angehöriger des römischen Ritterstandes (Eques).
Durch eine Weihinschrift, die beim Kastell Banna gefunden wurde und die auf 237 datiert ist, ist belegt, dass Faustus Tribun der Cohors I Aelia Dacorum war, die zu diesem Zeitpunkt in der Provinz Britannia stationiert war.